# Łyseć
Łyseć (ukr. Лисець, pol. hist. Łysiec) – wieś na Ukrainie, w obwodzie chmielnickim, w rejonie dunajowieckim.
Na początku XV w. przybyła ze Śląska rodzina Telefusów herbu Łabędź, za opuszczone tam dobra, otrzymała od króla Polski Władysława Jagiełły dobra na Podolu, m.in.: Łysiec oraz Czelejów, Kumanów i Dumanowo.